# Lill-Kvällsjön
Lill-Kvällsjön är en sjö i Sundsvalls kommun i Medelpad och ingår i Ljungans huvudavrinningsområde.